# Ромео (фільм)
«Ромео» (нім. Romeos) — німецький фільм-драма 2011 року, режисерський дебют Сабіни Бернарді. Прем'єра стрічки відбулася 11 лютого 2011 року на 61-го Берлінському міжнародному кінофестивалі де він брав участь у секції «Панорама».
Слоган фільму:
|  | «Як ви кохаєте кого-небудь, якщо ви не показуєте, ким ви є?» Оригінальний текст (англ.) «How do you love someone, if you don't show who you are?». |

## Сюжет
20-літній Лукас проходить гормонотерапію для збільшення тестостерону в крові: він Ж→М транссексуал, і вже зовні виглядає, як чоловік. Лукас приїздить до Кельна, щоб почати своє нове життя у великому місті, але на самому початку стається помилка: прибувши, він дізнається, що його поселять не в чоловічому гуртожитку, а в корпусі для медсестер, де він — єдиний хлопець. Тоді як усе оточення дещо збентежене, повсякденне життя Лукаса — суцільний стрес. Для нього, як для транссексуала, це означає щодня стикатися з нерозумінням і підміною понять. На його щастя, тут живе його шкільна подруга Іне, яка знає маленьку таємницю Лукаса. Вона допомагає юнакові поринути в нічне клубне життя і завести нових друзів. Так Лукас знайомиться з харизматичним геєм на ім'я Фабіо і закохується в нього. Але в ситуації Лукаса важко собі уявити які-небудь стосунки…

## У ролях
| Рік Окон           | ···· | Лукас         |
| Максиміліан Бефорт | ···· | Фабіо         |
| Лів Ліза Фріс      | ···· | Іне           |
| Фелікс Брокке      | ···· | Свен          |
| Зільке Герц        | ···· | Аннет         |
| Жиль Чуді          | ···· | пан Бокен     |
| Бен Гагайк         | ···· | друг Свена    |
| Сігрід Баркхолдер  | ···· | мати Лукаса   |
| Йоганнес Шваб      | ···· | батько Лукаса |

## Визнання
| Нагороди та номінації фільму «Ромео» | Нагороди та номінації фільму «Ромео»                    | Нагороди та номінації фільму «Ромео» | Нагороди та номінації фільму «Ромео» | Нагороди та номінації фільму «Ромео» | Нагороди та номінації фільму «Ромео» |
| Рік                                  | Кінофестиваль/кінопремія                                | Категорія/нагорода                   | Номінант                             | Результат                            | Результат                            |
| ------------------------------------ | ------------------------------------------------------- | ------------------------------------ | ------------------------------------ | ------------------------------------ | ------------------------------------ |
| 2011                                 | Паризький міжнародний ЛГБТ-кінофестиваль Chéries-Chéris | Гран-прі                             | Ромео                                | Перемога                             |                                      |
| 2012                                 | ЛГБТ-кінофестиваль FilmOut Сан-Дієго                    | Найкращий актор                      | Рік Окон                             | Перемога                             |                                      |
| 2012                                 | ЛГБТ-кінофестиваль FilmOut Сан-Дієго                    | Найкращий актор другого плану        | Максиміліан Бефорт                   | Перемога                             |                                      |